# Протекторат Чешка и Моравска
Протекторат Чешка и Моравска је назив за државни протекторат у саставу Нацистичке Немачке, који је постојао од 1939. до 1945. године на подручју данашње Чешке. Формиран је након поделе Чехословачке, чији су источни делови подељени између независне Словачке и Хортијеве Мађарске. За разлику од Словачке којој је призната самосталност, чешке земље су анектиране од стране Нацистичке Немачке и административно подељене: периферни делови Чешке настањени судетским Немцима су стављени под директну немачку управу, док су централни делови настањени Чесима претворени у државни протекторат. Након пораза Сила Осовине у рату, протекторат престаје да постоји и његова територија је укључена у обновљену Чехословачку.